# Cass County (Michigan)
Cass County je okres na jihozápadě státu Michigan v USA. K roku 2000 zde žilo 51 104 obyvatel. Správním městem okresu je Cassopolis a největším městem je Dowagiac. Celková rozloha okresu činí 1 317 km². Na jihu okresu sousedí se státem Indiana.

## Sousední okresy
| Růžice kompasu |                        | Van Buren County       |                     | Růžice kompasu |
| Růžice kompasu | Berrien County         | Sever                  | St. Joseph County   | Růžice kompasu |
| Růžice kompasu | Berrien County         | Cass County (Michigan) | St. Joseph County   | Růžice kompasu |
| Růžice kompasu | Berrien County         | Jih                    | St. Joseph County   | Růžice kompasu |
| Růžice kompasu | St. Joseph County (IN) |                        | Elkhart County (IN) | Růžice kompasu |